# Slaget vid Hastenbeck
Slaget vid Hastenbeck var ett slag som utkämpades den 26 juli 1757 under sjuårskriget mellan styrkor allierade med Kurfurstendömet Hannover, Hessen-Kassel och Braunschweig mot Frankrike. De allierade blev slagna av den franska armén i närheten av Hameln i det som då var Kurfurstendömet Hannover.

## Upptakt
Fransmännen, som var allierade med Österrike, Ryssland, Sverige och Sachsen under sjuårskriget, invaderade Tyskland i april 1757 med två arméer på totalt omkring 100 000 soldater. Kungadömet Preussen var allierat med Storbritannien och Hannover, och fransmännen hoppades att dra Preussens uppmärksamhet bort från Böhmen, där Preussen och Österrike utkämpat flera slag (Lobositz, Praha, Kolin). En av de två franska arméerna, kommenderad av Charles de Rohan-Soubise, marscherade genom centrala Tyskland. De slog sig samman med kejsararmén, eller "Reichsarmee", kommenderade av Josef av Sachsen-Hildburghausen. Denna samlade armé mötte senare den preussiska armén i slaget vid Rossbach den 5 november 1757 där den krossades.
Den andra franska armén, kommenderad av marskalk Louis Charles d'Estrées, bestod av 50 000 infanterister, 10 000 kavallerister och 68 kanoner. Armén ryckte fram till kurfurstendömet Hannover. Preussen var alltför upptaget med fienderna Österrike, Ryssland och Sverige och kunde därför inte stödja västfronten. Denna uppgift fick den hannoveranska observationsarmén, som endast hade ett mindre stöd från Preussen, nämligen sex preussiska bataljoner. Majoriteten av observationsarmén kom från Hannover (omkring 60%) och Hessen (omkring 25%), samt mindre styrkor från Braunschweig och Preussen. Totalt bestod denna armé av omkring 30 000 infanterister, 5 000 kavallerister och 28 kanoner. Armén kommenderades av hertig Vilhelm August av Cumberland som var en av sönerna till kung Georg II av Storbritannien.

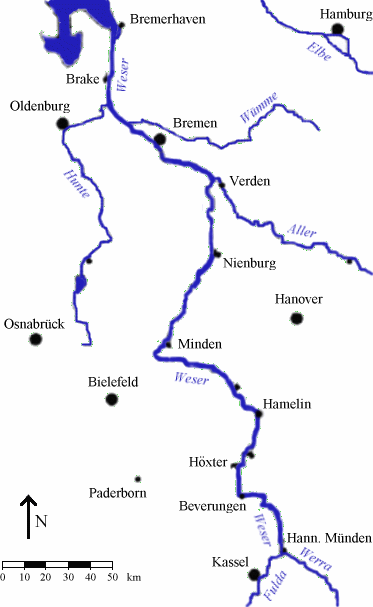
Floden Weser och fästningen vid Hameln i Minden och Bremen bildade en naturlig försvarlinje.

Hannover vägrade att försvara floden Rhen, som ligger väster om floden Weser. Detta gjorde att preussarna tvingades lämna sin fästning vid Wesel och ge upp försvarslinjen vid floden Lippe i april. Cumberlands huvudmål var att hindra en ockupation av Hannover. Han ställde sin armé vid Bielefeld, och efter ett kort uppehåll i Brackwede valde Cumberland att korsa Weser söder om Minden. Huvudplanen var att använda Weser som en naturlig försvarslinje och göra det omöjligt för fransmännen att korsa floden. Hertigen av Cumberland ställde sina huvudstyrkor i ställning vid Hameln, som ligger några kilometer nordväst om Hastenbeck och lät det preussiska bataljonerna vara tillbaka i Minden som garnison. Han satte också ut några små patruller längs Weser. Samtidigt skickade fransmännen en avdelning mot norr för att ta Emden den 3 juli, som var en viktig tillflyktsplats för Storbritannien till Europa. Senare skickade de en annan avdelning mot syd och tog Kassel den 15 juli.
Natten till 7 juli ryckte en stark fransk styrka fram och korsade Weser nära staden Beverungen. Weser är vanligtvis inte enkel att korsa, men denna sommar var vattennivån så låg som 80 cm mellan Münden och Hameln och både infanteriet och kavalleriet lyckades korsa den. En fransk förtrupp marscherade därför norrut och upprättade ett brohuvud vid Höxter. Huvudarmén korsade Wester den 16 juli och hertigen av Cumberland hade inget annat val än att sätta upp sina styrkor söder om Hameln för att möta fransmännen. De preussiska bataljonerna blev tillbakakallade av Fredrik den store, efter att ha förlorat slaget vid Kolin mot Österrike.

## Slaget
Arméerna möttes till slut morgonen den 25 juli i byn Hastenbeck. Kommendören för den franska högerflanken, general François de Chevert fick order om att gå till angrepp mot de hannoveranska trupperna i byn Voremberg, men lyckades inte driva ut dem. Den franska vänsterflanken under general Duc de Broglie korsade främst Weser nära Hameln, d'Estrées valde att skjuta upp slaget fram tills att alla soldater var framme.
Dagen efter satte hannoveranarna upp en försvarslinje från Hameln till Voremberg. Deras högerflank stod vid floderna Hamel och Hastenbach. Mitten av fronten till Hannover försattes norr om staden Hastenbeck och ett artilleribatteri stod på en höjd bakom staden. Vänsterflanken bestod av två förskansade batterier med grenadjärbataljoner som passade kanonerna. Vänsterflanken stod vid Obensburg. Cumberland gjorde ett fel då han trodde att höjden var oframkomlig och satte endast ut tre jägarkompanier på toppen och lämnade vänsterflanken fri.
General Chevert fick order om att ta flanken till Hannover med fyra brigader som bestod av trupper från Picardy, la Marine och Navarre. Kl. 09:00 ryckte denna styrka mot Obensburg i tre bataljonkolonner och tog snabbt jägartruppen. Hertigen av Cumberland såg att hans ställning hans stod hotad bakifrån, och gav reserverna och grenadjärerna order om att värna kanonerna och återerövra Obensburg. Genom att använda denna typ av grenadjärer i motangreppet mot Obensburg kunde de inte användas i mitten där fransmännens huvudangrepp kom. 
Det franska huvudangreppet bestod av general d'Armentieres angrepp mot Voremberg med fem infanteribrigader samt fyra dragonregemente. Samtidigt gick mitten av den franska linjen till angrepp på batterierna som låg strax norr om dem själva. Det hannoveranska batteriet lyckades slå tillbaka mot flera franska angrepp, men erövrades till slut. Efter att de hannoveranska infanterireserverna kom till Obensburg misslyckades de med att vända striden i tid, och efter att hertigen av Cumberland började att retirera sin armé tvingades de gupp den nu isolerade ställningen.

## Utfall
Slaget ved Hastenbeck är ett av de märkligaste slagen i historien, då bägge sidors högsta befälhavare trodde att de hade förlorat slaget, och hade börjat en retirering. Slaget slutade med Klosterzevenkonventionen och att Hannover ockuperades. Under slaget blev Hastenbeck nästan helt förstört, bara kyrkan, prästgården och gårdshuset stod kvar.